# Hiện tượng quan sát thấy UFO ở Albania
Đây là danh sách những trường hợp được cho là đã nhìn thấy vật thể bay không xác định hoặc UFO ở Albania.

## Biến cố UFO năm 1907
Tài liệu đầu tiên về cuộc chạm trán với UFO ở Albania được tìm thấy trong nhật ký của Mihal Grameno. Grameno là một nhà báo, nhà văn, nhà hoạt động nổi tiếng của phong trào yêu nước và dân chủ, được ca ngợi là anh hùng của nhân dân. Ông đã chiến đấu bên cạnh nhóm du kích Çerçiz Topulli trong những năm 1907–1908. Trong cuốn sách nhan đề Cuộc nổi dậy của người Albania, Grameno kể lại ký ức của mình về những chuyến hành trình dài và khó khăn của những chiến hữu nhóm Çerçiz xuyên qua những ngọn núi, bao gồm cả một sự việc kỳ lạ. Grameno viết: “Một đêm nọ, khi các chiến sĩ Çerçiz đang đóng quân trên đỉnh một ngọn núi cao, một vật thể sáng bóng bay trước mặt chúng tôi, lơ lửng trên không trong vài phút rồi biến mất”. Vì lúc đó máy bay vẫn còn ở giai đoạn sơ khai nên khó có khả năng đây là những gì ông từng chứng kiến. Nó cũng không thể là sao băng hay sao chổi vì chúng được biết là sẽ rơi ngay lập tức và không bay lơ lửng trong không trung.

## Ngày 8 tháng 7 năm 1933
Năm 1933, một danh sách gồm các vụ trình báo bất thường được gửi tới tỉnh Milano, đề cập đến một biến cố bất thường xảy ra vào ngày 8 tháng 7 năm 1933 trên bầu trời Vlorë. Có thông tin cho rằng hai chiếc máy bay đã đổi hướng một cách bất thường đối với công nghệ thời đó.

## Ngày 18 tháng 7 năm 1947

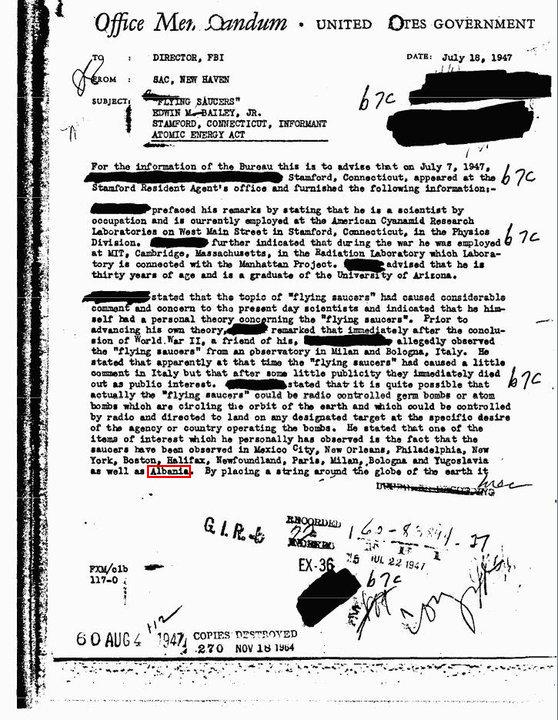
Báo cáo của FBI nói về đĩa bay.

Một báo cáo của FBI đề từ ngày 18 tháng 7 năm 1947, tuyên bố rằng vật thể bay không xác định (UFO), còn được gọi là "đĩa bay", đã được quan sát thấy ở nhiều địa điểm khác nhau trên thế giới, bao gồm Thành phố Mexico, New Orleans, Philadelphia, New York, Boston, Halifax, Newfoundland, Paris, Milan, Bologna, Nam Tư và Albania.

## Tháng Giêng năm 1963
Tháng Giêng năm 1963, cư dân làng Kallamishtëz ở vùng Kurvelesh cho biết đã nhìn thấy một vật thể sáng trên bầu trời. Chính quyền Albania đã cố gắng trấn an người dân bằng cách nói với họ rằng những gì họ nhìn thấy không phải là UFO mà là một mẫu máy bay phản lực mới đang được Không quân Albania sử dụng.

## Biến cố UFO năm 1969
Ilir Malindi, một luật sư chuyên nghiệp, quê quán ở Skrapar, từng ghi nhận trong ký ức rằng chính ông đã đích thân trải qua một biến cố ở Hẻm núi Pirogoshi, phía trên Çorovodë, vào năm 1969. Sau khi khám phá hang động nổi tiếng ở khu vực này, khi họ đang quay trở lại thành phố, họ rất ngạc nhiên trước hai vật thể phát sáng có hình tròn và phản chiếu rất mạnh xuống vực sâu của Hẻm núi Pirogoshi. Chúng tiếp tục sáng lên trong một phút, Malindi viết vào ký ức của mình, rồi đột ngột tách ra, biến mất nhanh chóng trên bầu trời. Nhiều người trong vùng và ở Çorovodë cũng đã nhìn thấy chúng và đã có nhiều cuộc thảo luận vào thời điểm đó. Vào thời điểm đó, họ kết luận rằng đó có thể là một số tên lửa của NATO.

## Ngày 1 tháng 8 năm 1990
Gëzim Dapi, một kỹ sư môi trường quê ở Tirana, kể lại một sự kiện kỳ lạ xảy ra với ông vào mùa hè năm 1990 khi đang phục vụ trong quân đội ở Shkodër.
"Vào mùa hè năm 1990, tôi đang thực hiện nghĩa vụ quân sự bắt buộc tại làng Bardhaj ở Shkodër. Đơn vị quân đội của tôi chịu trách nhiệm phòng không. Tất cả chúng tôi đều được huấn luyện để nhận biết các loại máy bay khác nhau cả ngày lẫn đêm, và đơn vị chúng tôi có những công cụ công nghệ quân sự có thể phân biệt được máy bay ở khoảng cách gần và xa, đêm mùng 1 tháng 8 tới ca trực của tôi. Khoảng 2 giờ 30 phút sáng, hàng loạt ánh sáng (100-150) xếp thành hình kỳ lạ, giống hình kim cương, kích thước khoảng 20m, xuất hiện trên bầu trời với tốc độ cao và rất ít tiếng ồn. theo âm thanh của một đàn chim. Đó không phải là một chiếc máy bay hay bất kỳ vật thể bay nào khác mà chúng tôi biết đến. Hơn nữa, nó có tốc độ rất cao và gây ra rất ít tiếng ồn”.
Gëzim liền báo cáo sự việc kỳ lạ này cho người điều hành trung tâm của tiểu đoàn lúc đó. Ở đó, ông biết được rằng mình không đơn độc.
"Năm người lính khác từ các đơn vị phòng không khác nhau đang làm nhiệm vụ vào thời điểm đó cũng báo cáo điều tương tự với tôi. Ngày hôm sau, các sĩ quan hỏi thăm chúng tôi, nhưng không thành phố hay radar nào ở Albania xác định được nó, ngoại trừ những người lính chúng tôi đã tận mắt chứng kiến vật thể này. Khi đó nó không được coi trọng lắm vì nó diễn ra ngay sau khi mở đại sứ quán và các vấn đề khác đều là chuyện thường ngày. Hai tháng sau, tờ báo Zëri i Rinisë đăng sự kiện này nhưng không đưa tin chi tiết."

## Ngày 12 tháng 7 năm 1993
Khoảng 8 giờ tối, một vật thể bay phát sáng xuất hiện trên bầu trời Cërrik, Elbasan. Theo lời kể của những người chứng kiến, vật thể được chiếu sáng chuyển động đột ngột và nhanh chóng. Tin tức về một UFO đang bay xung quanh nhanh chóng lan truyền khắp thị trấn. Cơ quan thực thi pháp luật đã được thông báo và họ cố gắng hạn chế sự hoảng loạn lan rộng trong dân chúng. Theo lời kể của các nhân chứng, vật thể phát sáng biến mất khỏi bầu trời vào khoảng 10 giờ tối.

## Ngày 4 tháng 5 năm 2006
Vụ chạm trán UFO nổi tiếng nhất ở Albania là trường hợp xảy ra ở làng Roskovec. Theo ba nhân chứng, một phụ nữ trưởng thành và hai trẻ em, cũng như tất cả cư dân trong làng, một vật thể không xác định đã hạ cánh xuống thị trấn của họ mà họ gọi là UFO. Ba vòng tròn màu đen có dải kép trên đường nhựa đã được Alim Çepele chụp ảnh và được coi là bằng chứng mạnh mẽ về vật thể đã chạm đất. Theo những người chứng kiến, hôm đó trời quang đãng nhưng đột nhiên mọi thứ trở nên tối tăm và mù sương, những cành cây rũ xuống, một cơn gió mạnh và lạnh bao trùm cả khu vực. Sherife Kola, một trong những người phụ nữ có mặt lúc đó, chỉ có thể nghe thấy tiếng động và nhận thấy bóng tối được tạo ra trong khoảnh khắc đó. Một trong những đứa trẻ có mặt là cậu bé 10 tuổi tên Mario Çela đã trực tiếp chứng kiến UFO. Theo cậu kể lại, vật thể này có hình dạng giống chiếc đĩa, màu xám, có đường sọc xanh mỏng và chỉ tồn tại trên mặt đất khoảng 4-5 giây. Sau sự kiện, Alim Çepele đã nói chuyện với cậu bé và kể rằng cậu đã bị sốc suốt ba tháng và không muốn rời khỏi nhà. Một số lượng đáng kể người dân khẳng định đã nhìn thấy dấu vết để lại trên đường nhựa và họ cho biết những cánh hoa hồng đã bị đốt cháy khi chúng được đặt tại nơi vật thể rơi xuống. Theo ký ức của người dân, sự việc xảy ra vào khoảng 19 giờ tối ngày 4 tháng 5.

## Ngày 6 tháng 3 năm 2007
Vào tối thứ Ba, ngày 6 tháng 3 năm 2007, sĩ quan cảnh sát biển Admir Jemishaj đang trực cùng chỉ huy của mình. Khoảng 7 giờ 15 phút tối ngày hôm đó, họ thuật lại rằng đã nhìn thấy một vật thể bất động trong không gian. Vật thể này có thể được nhìn thấy bằng mắt thường và sau đó họ còn nhìn rõ hơn bằng ống nhòm. Vật thể bất ngờ xuất hiện trên khu vực ven biển Seman ở Fier và bất động trong không gian trong 20 phút. Giới chức trách báo cáo rằng nó phát sáng rực rỡ, thay đổi màu sắc và có hình dạng giống như chiếc đĩa mà họ có thể nhìn thấy bằng cả mắt thường và ống nhòm. "Chúng tôi đang làm nhiệm vụ thì nhìn thấy một vật thể hoàn toàn độc đáo. Nó nằm ở đường chân trời, cách biển ở độ cao một dặm. Màu sắc của nó chuyển từ xanh lục sang xanh lam và đỏ. Trong vài phút, nó chỉ có màu đỏ hoặc xanh lam. Đó là một cái gì đó đáng sợ nhưng đồng thời cũng đẹp đẽ”, sĩ quan cảnh sát biển Jemishaj nói với giới truyền thông như vậy.

## Ngày 24 tháng 12 năm 2008
Vào đêm thứ Năm trước lễ Giáng sinh năm 2008, bốn thợ săn đến từ Elbasan trình báo rằng họ đã gặp phải một chiếc đĩa bay. Theo họ, vào khoảng 8 giờ 30 phút tối tại một ngôi làng cách thành phố Elbasan khoảng 30 km, họ nhìn thấy một điều bất thường và hoảng sợ bỏ chạy. Bốn thợ săn lên đường đến làng Vidhas ở thành phố Paprit, giáp ranh với quận Peqin. Sau khi rời trung tâm xã, đi khoảng 7 km, họ đi theo con đường rừng. Sau khi chạy được khoảng 15 km, họ bất ngờ khi cabin chiếc xe địa hình của mình rung chuyển từ trên cao, động cơ chết máy. Muharrem Kaçuli, một trong bốn thợ săn trải qua vụ việc trong vài phút, cho biết: “Chúng tôi bị chói mắt bởi ánh sáng xanh chói và đèn đỏ thẳng đứng. Trong khoảnh khắc, tôi có cảm giác như xe cảnh sát đang đuổi theo chúng tôi từ phía sau”. Theo lời ông kể lại, cậu con trai 25 tuổi đi cùng họ muốn dùng súng ngắn bắn vào vật thể phát sáng nhưng cha cậu không cho phép.

## Ngày 21 tháng 7 năm 2009
Vào rạng sáng ngày 21 tháng 7 năm 2009, một vật thể bay không xác định, còn được những người tuyên bố đã nhìn thấy nó gọi là đĩa bay, được nhìn thấy ở Vlorë, khu vực phía sau Karaburun, chính xác là ở một nơi tên là Gjiri i Dafinës, một khu vực yên tĩnh và không có người ở. Vật thể bay này được một số ngư dân ra khơi trên tàu đánh cá từ tối để đi sinh hoạt thường ngày ở khu vực này. Vật thể có hình vệ tinh, đường kính khoảng 3m, được 3 thuyền viên đang kéo lưới trên biển nhìn thấy. "Tôi đang kéo lưới đánh cá thì một vật thể lớn bay qua đầu chúng tôi, chỉ dừng lại 5 giây rồi biến mất ngay lập tức, nhanh chóng rời đi. Vật thể đó phát ra một vệt khói và có màu từ xám đến trắng… kể cả trong những điều kiện này”. Khoảnh khắc đó, tôi cảm thấy sốc, không thể tin được. Nó thực sự trông giống một chiếc đĩa bay”, Shpëtim Alushaj, một trong những ngư dân giải thích.

## Ngày 7 tháng 8 năm 2010
Một người phụ nữ đã đến thú nhận rằng cô ấy đã chứng kiến thứ mà cô ấy gọi là ánh sáng đặc biệt trên Tirana. Rezmie Lulo cho biết: "Lúc đó là 1 giờ 26 phút sáng, con trai tôi phát hiện ba vật thể lạ tỏa sáng trên bầu trời. Nó sửng sốt, nhanh chóng lấy máy ảnh và bắt đầu ghi lại. Ngay cả khi đang ghi hình, tay nó vẫn run vì những cảm xúc dâng trào mà anh ấy đang cảm thấy. Anh ấy thông báo cho tôi và con gái tôi, và chúng tôi đã đi xem tận mắt. Lúc đó, tôi không đắn đo về việc chúng là gì và tận hưởng hai phút. Cả ba vật thể đều có màu cam, hình cầu và tách ra." Cô còn giải thích thêm như sau: "Ban đầu, các vật thể có vẻ ở gần chúng tôi nhưng khi thời gian trôi qua, chúng bay lên cao hơn. Vật thể đầu tiên vỡ ra với tốc độ cực lớn về hướng Tây Bắc. Nhanh đến mức tôi thấy ánh sáng biến mất trong chớp mắt. của một con mắt. Hai vật thể còn lại biến mất ngay lập tức".
Quân đội Albania từ chối bình luận về vụ việc với các phóng viên. Ilirian Ciko, Giám đốc Điều hành của Cơ quan Không lưu Quốc gia, tuyên bố rằng không có máy bay nào khởi hành hoặc hạ cánh tại Sân bay Quốc tế Tirana trong thời gian đó và chỉ có bốn máy bay bay trên cao ở độ cao lớn. Petrit Sulaj, Giám đốc Cơ quan Hàng không Dân dụng, xác nhận rằng họ "không nhận được thông tin chính thức hoặc không chính thức nào về các vật thể được đề cập từ các công ty hàng không hoặc cơ quan thuộc hệ thống dẫn đường hàng không".
Rezmie Lulo, một trong những nhân chứng, cho biết: "Rất có khả năng chúng là UFO. Thế giới khoa học đã thảo luận về khả năng chúng tồn tại như thực tế hoặc có lẽ là sự tưởng tượng của tâm trí con người. Với những gì tôi nhìn thấy, tôi đã phải đối mặt với sự thật là chúng thực sự tồn tại." Rezmie Lulo không phải là nhân chứng duy nhất cho hiện tượng này nhưng cô là một trong số ít người đồng ý đưa ra lời khai trước các phóng viên mà không sợ bị phán xét vì lời khai của mình.